# Rogersville (Tennessee)
Rogersville is een plaats (town) in de Amerikaanse staat Tennessee, en is de hoofdplaats van Hawkins County. Het is in 1775 gesticht door Joseph Rogers (de grootvader van Davy Crockett) en is daarmee het op een na oudste stadje van Tennessee.

## Demografie
Bij de volkstelling in 2000 werd het aantal inwoners vastgesteld op 4240.
In 2006 is het aantal inwoners door het United States Census Bureau geschat op 4317, een stijging van 77 (1,8%).

## Geografie
Volgens het United States Census Bureau beslaat de plaats een oppervlakte van
8,6 km², geheel bestaande uit land.

## Plaatsen in de nabije omgeving
De onderstaande figuur toont nabijgelegen plaatsen in een straal van 24 km rond Rogersville.